# Kaplica św. męcz. arch. Grzegorza w Warszawie
Kaplica św. męcz. arch. Grzegorza – kaplica Polskiego Autokefalicznego Kościoła Prawosławnego znajdująca się przy ulicy Lelechowskiej 5 w Warszawie, w dzielnicy Ochota. Wchodzi w skład dekanatu Warszawa diecezji warszawsko-bielskiej. Administracyjnie podlega parafii św. Marii Magdaleny w Warszawie.
Kaplica jest użytkowana od 21 maja 2011. Jest główną częścią Muzeum Ikon.
Wystrój kaplicy nawiązuje do świątyń gruzińskich, m.in. pośrodku znajduje się typowy dla nich drewniany rzeźbiony krzyż. Autorem większości ikon w ikonostasie jest Grzegorz Zinkiewicz, a żyrandola Szymon Burakowski. Witraże są dziełem Adama Stalony-Dobrzańskiego i zostały zaprojektowane dla cerkwi Narodzenia Najświętszej Marii Panny w Gródku.
Nabożeństwa w kaplicy sprawowane są w języku polskim i odprawiane według nowego stylu. Duszpasterzami są: ks. dr Henryk Paprocki i ks. dr Artur Aleksiejuk.